# ASD Castel di Sangro

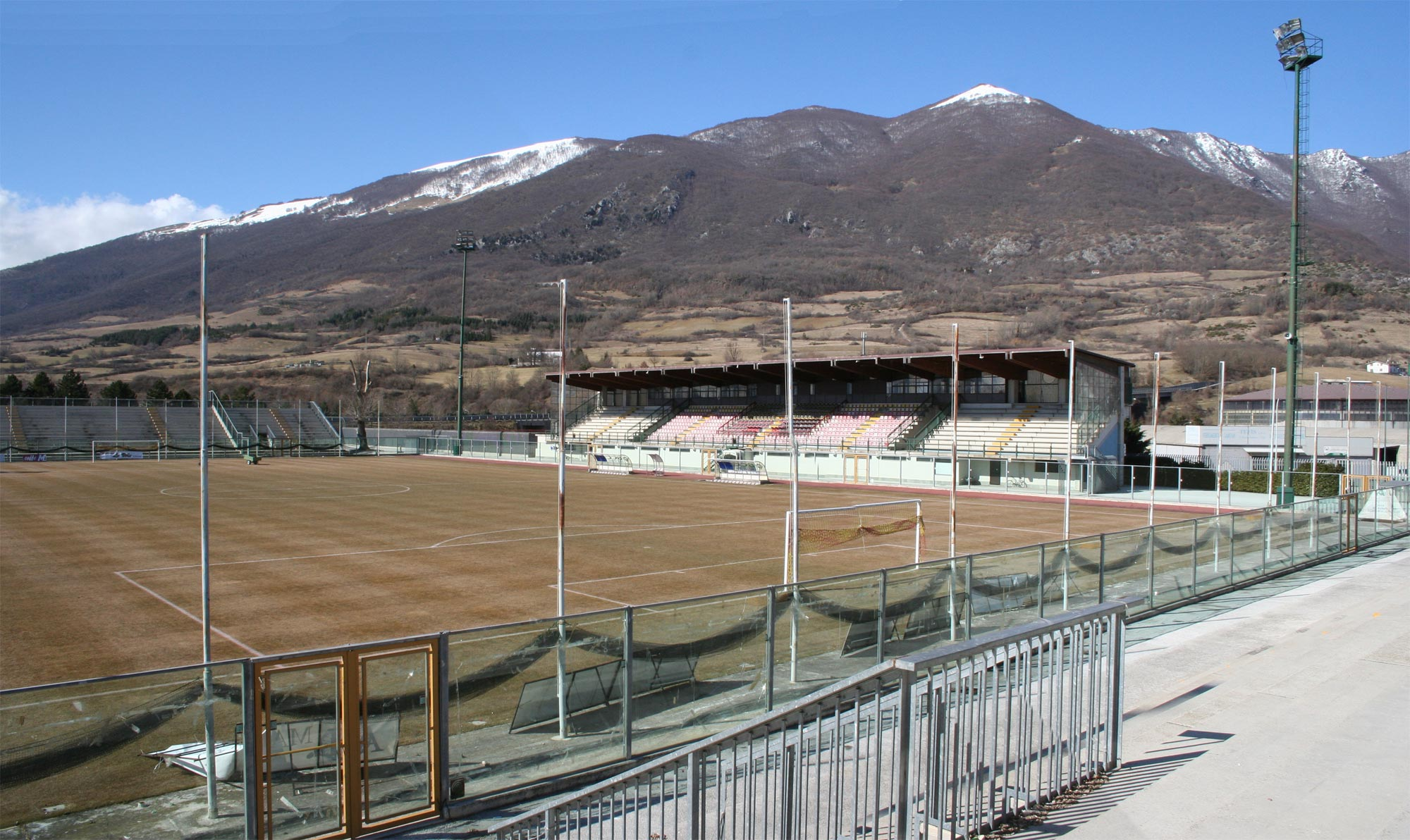
Stadio Teofilo Patini

Die A.S.D. Castel di Sangro Calcio (offiziell: Associazione Sportiva Dilettantistica Castel di Sangro Calcio) ist ein italienischer Fußballverein aus Castel di Sangro in der Provinz L’Aquila in den Abruzzen.
Der größte Erfolg des Vereins war der Aufstieg in die Serie B im Jahr 1996, einer bemerkenswerten Leistung, wenn man die Tatsache im Auge hat, dass der Ort nur 5900 Einwohner hat. Noch bemerkenswerter ist die Tatsache, dass sie sich ein zweites Jahr in der Serie B hielten. Das erste Jahr in der Serie B wurde vom US-amerikanischen Autor Joe McGinniss  in seinem Buch Das Wunder von Castel di Sangro geschildert. Die Farben der Trikots sind rot und gelb. Die Heimspielstätte des Vereins, das Teofilo Patini Stadion, verfügt über eine Kapazität von 7200 Plätzen.

## Geschichte
Die Geschichte des Fußballs in Castel di Sangro begann unmittelbar nach dem Zweiten Weltkrieg, als der Priester Don Arbeite Fußball für die lokalen Jugendlichen organisierte. Der Meisterschaftsbetrieb für das Team startete aber erst 1953 in der Terza Categoria, der untersten aller italienischen Ligen. Der Sprung in die Seconda Categoria glückte erst nach dreißig Jahren 1983. Der Aufstieg in die Prima Categoria gelang zwei Jahre später. Der Unterschied zwischen der Serie C1 und C2 war sehr groß, da sich in der C1 professionell geführte Teams befanden, die zum Teil schon in der Serie A gespielt hatten, wie z. B. Ascoli Calcio und US Lecce. Für den Verein wäre der Weiterverbleib in der Serie C1 schon als Erfolg zu bewerten gewesen, aber durch das Erreichen des zweiten Platzes qualifizierte man sich für ein Playoff-Spiel gegen die AS Gualdo Calcio. Dieses konnte man erfolgreich abschließen und qualifizierte sich für ein zweites Playoff-Spiel gegen Ascoli, das im Elfmeterschießen gewonnen wurde.
Das erste Jahr in der Serie B verlief turbulent und erst im vorletzten Spiel konnte man sich den Klassenerhalt sichern. Nach dem Abstieg ging der Weg bis in die C2 und 2005 wurde der Verein aus dem italienischen Fußball ausgeschlossen. Der 2005 neu gegründete Verein spielt jetzt in der Eccellenza Abruzzo, der sechsten Leistungsstufe des italienischen Fußballs, die in 28 regionalen Ligen bestritten wird.

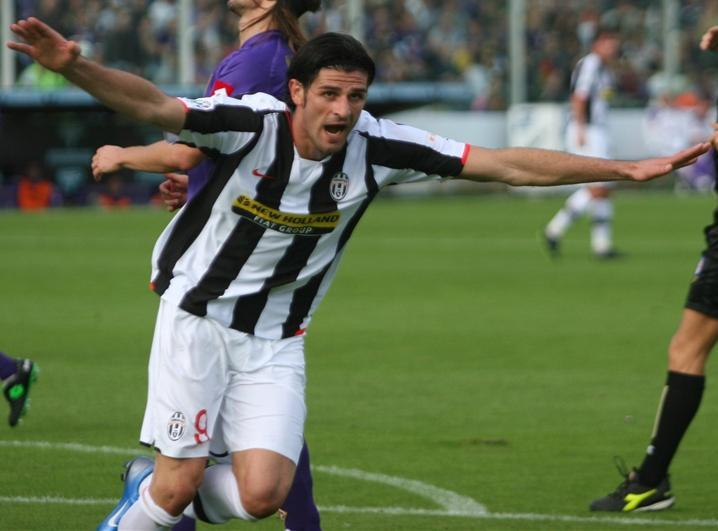
Vincenzo Iaquinta (1998–2000), heute bei Juventus Turin

## Ehemalige Spieler
- Davide Bombardini
- Andrea Conti
- Davide Corti
- Carlo Cudicini
- Patrik Fredholm
- Vincenzo Iaquinta
- Alessandro Noselli
- Gionatha Spinesi
- Aco Stojkov

## Ehemalige Trainer
- Fabrizio Castori